# Nicarete coquerelii
Nicarete coquerelii là một loài bọ cánh cứng trong họ Cerambycidae.